# Massa crítica (dinàmica social)
La massa crítica, en sociologia esdevé el nombre mínim de persones necessàries perquè succeeïxi una innovació en un sistema social. La massa crítica sosté a la quantitat mínima de persones que, per sí, es poden sostendre i créixer. És un aspecte de la teoria de la difusió d'innovacions, atribuïda al sociòleg Everett Rogers.
La teoria de la massa crítica a la política i l'acció política col·lectiva es defineix com el nombre crític de personal necessari per afectar la política i fer un canvi com un cos influent. Es considera que aquest nombre es col·loca en un 30%. Tanmateix, altres investigacions suggereixen que el percentatge pot ser d'un 15%.
Un exemple pot ser si en una gran ciutat, de cop, una persona s'atura i mira al cel, no succeirà res, la gent seguirà el seu camí ignorant-lo. Quan tres persones es detenen i miren cap al cel, probablement algunes persones es girin i els observin per a seguir caminant. Però quan s'arriba a un petit nombre (depén de l'amplada del carrer, l'hora, entre altres factors) de persones necessàries, potser 5 o 7, per a fer que altres es parin i mirin al cel també.